# Nação Benfica
Nação Benfica é o extended play (EP) digital da banda portuguesa de rock UHF. Editado em 5 de maio de 2014 pela AM.RA Discos, com distribuição da Meo Music.
Dedicado ao Sport Lisboa e Benfica e à memória do futebolista Eusébio. O tema homónimo é o inédito do disco e foi propositadamente estreado a 6 de Janeiro de 2014, na antena da Rádio Renascença, no dia em que Portugal e o mundo despediram-se de Eusébio. A canção só deveria chegar ao público no final da temporada da Primeira Liga, mas António Manuel Ribeiro quis homenagear o símbolo máximo da futebol português nesse dia de pesar.  Tinha uma canção guardada para o final da época – "Nação Benfica". Mandei às urtigas os planos e levei-a comigo para Lisboa. Os profissionais da Rádio Renascença fizeram depois o resto, colocando imagens do Eusébio sobre a banda sonora; o vídeo propagou-se pela internet com fogo em seara seca. Mas uma canção não é mais do que isto e mesmo quando se torna um hino não se transmuta em cântico de guerra.
Eusébio da Silva Ferreira, nascido a 25 de Janeiro de 1942 em Lourenço Marques, Moçambique, é considerado como um dos melhores futebolistas portugueses de todos os tempos. O "Pantera Negra", alcunha que lhe foi colocada pela imprensa britânica, jogou de águia ao peito durante quinze anos e é o maior goleador da história do clube lisboeta, com 727 golos em 715 partidas. Arrebatou a Bola de Prata em sete ocasiões, a Bola de Ouro em 1965 e ganhou a Bota de Ouro em 1968, glória que voltaria a sentir em 1973. Pela Seleção portuguesa o apogeu de Eusébio aconteceu em 1966, em Inglaterra, sendo considerado o melhor jogador do torneio, ajudando Portugal a conquistar o terceiro lugar. Símbolo maior do Benfica era, até ao aparecimento dos fenómenos Futre, Figo e Cristiano Ronaldo, o único representante do futebol português reconhecido em todas as partes do mundo. Faleceu a 5 de janeiro de 2014.
Nação Benfica recupera os temas "Águias de Fogo" de 1999[carece de fontes?] e "Uma Luz de Paixão" de 2003. Os textos das canções de António Manuel Ribeiro propõem a exaltação do melhor que o futebol nos pode proporcionar: alegria, amizade, cumplicidade, celebração e ambiente familiar. “Escrevi a canção como adepto de futebol e porque gosto que as pessoas sejam unidas no desporto. Não vejo futebol como forma de destruir o adversário”, acrescentou. O autor da canção concluí: "Por que o futebol não é um combate primário entre a vida e a morte, apesar das ameaças. Aprendi há muito uma divisa que resume o que apelidamos de fairplay: Glória aos vencedores e honra aos vencidos, e fica tudo dito."

## Lista de faixas
O extended play é composto por três faixas em versão padrão. António Manuel Ribeiro é compositor em todas elas.
| EP digital     |                            |                    |         |  |
| N.º            | Título                     | Compositor(es)     | Duração |  |
| 1.             | "Nação Benfica" (inédito)  | António M. Ribeiro | 2:40    |  |
| 2.             | "Águias de Fogo" (1999)    | António M. Ribeiro | 3.38    |  |
| 3.             | "Uma Luz de Paixão" (2003) | António M. Ribeiro | 2:30    |  |
| Duração total: | Duração total:             | Duração total:     | 8:08    |  |

## Membros da banda
- António Manuel Ribeiro (vocal) e (guitarra)
- António Côrte-Real (guitarra)
- Luís 'Cebola' Simões (baixo) (Faixa 1)
- Nuno Oliveira (teclas) (Faixa 1)
- Ivan Cristiano (bateria) (Faixas 1 e 3)
- David Rossi (baixo) (Faixa 2)
- Marco Costa Cessário (bateria) (Faixa 2)
- Jorge Manuel Costa (teclas) (Faixa 2)
- Fernando Rodrigues (baixo) (Faixa 3)